# Gálibo

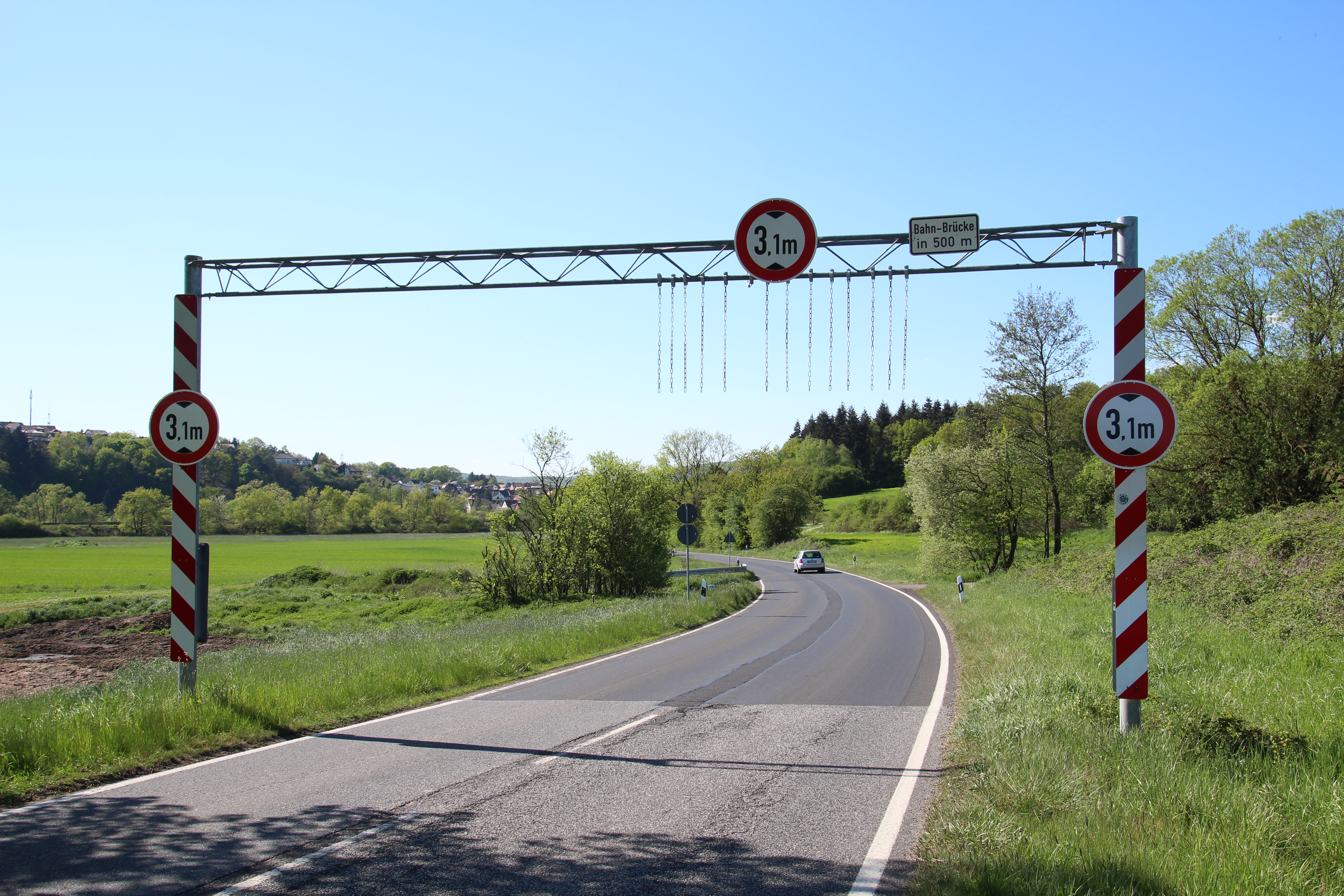
Puente de calibración, utilizado para indicar el gálibo máximo que admite una carretera.

El gálibo (del árabe qálib, qālab o qālib, y este del griego καλόπους, ‘horma’) son las dimensiones máximas, tanto de altura como de anchura, que pueden tener todos los vehículos.  También se utiliza para hacer referencia a la zona geométrica que debe estar libre de obstáculos alrededor de un sitio. Por normas de seguridad, los vehículos de tamaño especial como autobuses, maquinaria de obras públicas, camiones, etc. son de obligada señalización con unas luces blancas en la parte frontal y unas luces rojas, en la trasera.

## Construcción naval
En la construcción naval se refiere a la plantilla utilizada por los carpinteros de ribera y los maestros artesanos navales para construir todas las costillas de una nave.

## Transporte marítimo
En el transporte marítimo se refiere a aquellos contenedores especiales, Open Top, Flat Rack, etc., en los que los bultos contenidos no exceden las dimensiones máximas del contenedor. También conocido, o referido, como contenedor "In Gauge".

## Ferrocarriles

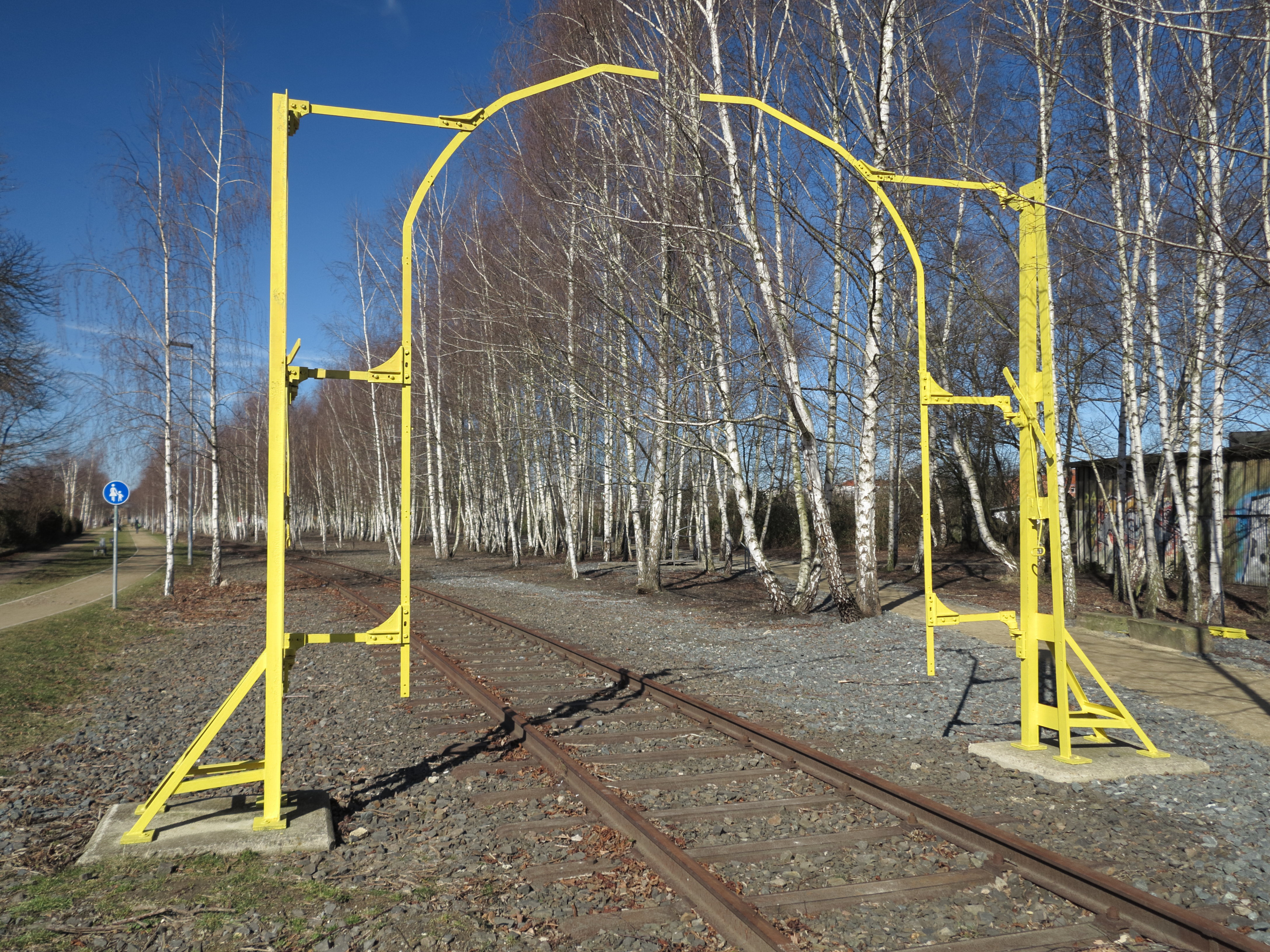
Gálibo ferroviario alemán

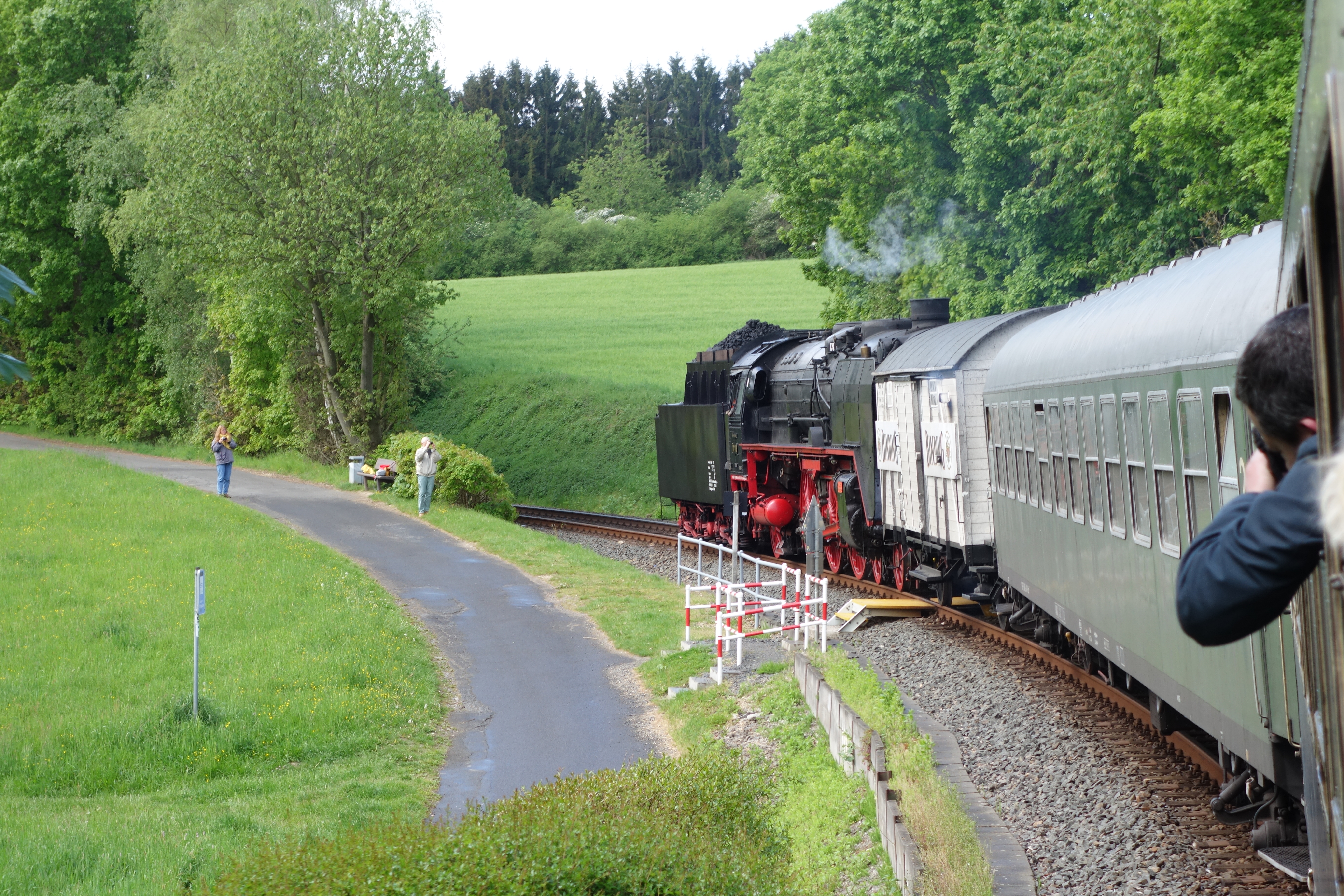
En las curvas estrechas, los vagones largos como este vagón de tren expreso de 26,4 metros de longitud sobresalen más en el ancho que en una vía recta. (curva de 180° cerca de Königstein im Taunus)

En ferrocarriles, indica la distancia mínima de paso que deben permitir los túneles, puentes y demás estructuras, y por tanto la cercanía máxima de postes, semáforos, señales y resto de objetos contiguos a la vía. Se usa también para marcar la medida máxima de los vagones y vehículos.
Dado que el gálibo puede verse como una norma de dimensiones para evitar el choque de vehículos entre sí y de los mismos con el ambiente en el que se mueven, se dice que los vehículos poseen gálibos máximos y los ambientes gálibos mínimos. Esto significa que ningún vehículo puede ser mayor que su gálibo máximo estipulado invadiendo la zona de estructuras, y que ninguna estructura puede invadir por abajo de un gálibo mínimo estipulado. Al mismo tiempo los gálibos máximos y mínimos no coinciden, sino que están distanciados por un margen de seguridad.
El gálibo es un arco o túnel real o virtual que determina si las dimensiones máximas de ancho y alto de un objeto le permiten atravesar o alojarse en una cavidad previamente construida, es decir permitir que ese objeto pase a través o se aloje, sin que  colisione  contra las paredes de esa cavidad, túnel, puerta, puente, etc.

## Construcción y arquitectura
En construcción, es la
zona geométrica que debe estar libre de obstáculos alrededor de un sitio.
Se utiliza el término para definir en su conjunto una serie de parámetros urbanísticos y edificatorios normados por algunas municipalidades o ayuntamientos, sean estos retiros, altura máxima, planos rasantes, salientes y voladizos, retranqueo, etc., los cuales afectan a un predio en particular e influirán en la forma del edificio a emplazarse en el lugar, al definir el volumen máximo que puede ocupar.
El concepto de gálibo se utiliza en relación con la posibilidad de construcciones auxiliares, ubicadas sobre las alturas admisibles (luces, tanques de agua, cajas de escalera y ascensores, salas de máquinas, ductos, buhardillas, etc.)
En el uso habitual, se concibe el gálibo como un prisma imaginario, que podría considerarse de la siguiente forma:
- Su base inferior es coincidente con el perímetro del edificio a nivel de la altura máxima admisible para las construcciones.
- Sus lados son inclinados (generalmente a 45°), desde el perímetro de la base inferior, hacia el interior de la planta del edificio.
- La base superior del prisma es paralela a la base inferior, a distancia que se determina (generalmente entre 3,00 y 3,50 metros).

Dentro de dicho prisma, llamado gálibo o galibo, se permiten ciertos usos, construcciones o instalaciones auxiliares para la edificación, según se determine en la norma aplicable.